# Luc Foccroulle
Pour les articles homonymes, voir Foccroulle.
Luc Foccroulle, né le 14 novembre 1967 à Liège, est un illustrateur et auteur de bande dessinée belge francophone.

## Biographie
Luc Foccroulle naît le 14 novembre 1967 à Liège,,. Il se forme artistiquement en illustration à l'École supérieure des arts Saint-Luc de Liège  dans la section bande dessinée et illustration, où il a notamment Jean-Yves Stanicel comme professeur.
Comme illustrateur, il réalise avec Annick Masson les ouvrages Melba a froid (2006) et Sam à la rescousse  (2007) de Cathy Boniver publiés » aux éditions Hemma.
Comme auteur de littérature jeunesse, il écrit Le Secret du potager (2009), Chœur de grenouille (2011), Il va me manger ! (2016), C'est quand la Saint-Nicolas ? (2017) et Le Secret de la forêt (2023). Ouvrages publiés aux éditions namuroises Mijade le plus souvent illustrés par Annick Masson.
En bande dessinée, il livre ses premières planches dans le fanzine Auracan. Il réalise le one shot Tonnerre en Chine, scénarisé par les frères Pierre et Dominique Bar dont la mise en couleur est assurée par Annick Masson sur la vie de Vincent Lebbe, prépublié ans La Libre Belgique et publié par Coccinelle BD en 1993,. En 1997, il dessine le septième volume de la série Taï-Dor intitulé : Le Mage, scénarisé par Rodolphe et  Serge Le Tendre et publié aux éditions parisiennes Vents d'Ouest.
L'auteur est traduit notamment en anglais, espagnol et néerlandais.
Parallèlement, il enseigne l'illustration à l'ESA Saint-Luc à Liège.

### Vie privée
Luc Foccroulle habite à Ans en 2020. Il est marié à l'illustratrice Annick Masson,.

## Œuvre

### Publications de littérature jeunesse
- Le Secret du potager, Mijade, 2009  (ISBN 9782871426622),réédition, 2021  (ISBN 9782807701397).
- Chœur de grenouilles[10] (illustration de Annick Masson), Mijade, 2011  (ISBN 9782871427285),réédition en février 2012   (ISBN 9782871427650). Traduit en anglais sous le titre Bertha and the frog choir, North South Books, New York, 2012  (ISBN 9780735840621).
- Il va me manger ! (illustration de Annick Masson), Mijade, coll. « Les petits Mijade », 2016  (ISBN 978-2-87142-934-0)
- C'est quand la Saint-Nicolas[6] ? (illustration de Annick Masson), Mijade, 2017  (ISBN 978-2-8077-0018-5),Seconde édition, septembre 2021  (ISBN 9782807701526). Traduit en néerlandais sous le titre Wanneer komt de sint ?.
- Le Secret de la forêt (illustration de Annick Masson), Mijade, 2023  (ISBN 9782807701809).

### Albums de bande dessinée

#### Vincent Lebbe
- Tonnerre en Chine, Coccinelle BD, Durbuy, juin 1993
Scénario : Pierre Bar, Dominique Bar - Dessin : Luc Foccroulle - Couleurs : Annick Masson -  (ISBN 2-87353-008-1)

#### Taï-Dor
- 7. Le Mage, Vents d'Ouest, Paris, avril 1997
Scénario : Rodolphe, Serge Le Tendre - Dessin : Luc Foccroulle - Couleurs : Jean Verney -  (ISBN 2-86967-511-9)

### Illustration
- Ardenne junior, Claude Raucy avec Christian Libens, Éditions La Dérive, Verviers, 1996 (OCLC 1400563682)
- Melba a froid, avec Annick Masson de Cathy Boniver, Ivry-sur-Seine, Hemma, coll. « Petit livre à moteur » no 1, 2006  (ISBN 978-2-8006-9472-6)
- Sam à la rescousse , avec Annick Masson de Cathy Boniver, Ivry-sur-Seine, Hemma, coll. « Petit livre à moteur » no 2, 2007  (ISBN 978-2-8006-9473-3)

#### Livres
: document utilisé comme source pour la rédaction de cet article.
- Jean Pirotte (dir.) et Luc Courtois, Du régional à l'universel. : L'imaginaire wallon dans la bande dessinée., Louvain-la-Neuve, Fondation wallonne Pierre-Marie et Jean-François Humblet, 1999, 310 p. (ISBN 978-2-9600072-3-7 et 2960007239, OCLC 1075833932), p. 223 lire sur Google Livres
- Jacques Fiérain, « Foccroulle, Luc », dans La BD dans les provinces de Liège, Namur et Luxembourg, Charleroi, Éd. l'Âge d'or, 2004, 112 p., ill. ; 31 cm (ISBN 9782960019698, OCLC 470388297, présentation en ligne), p. 42. .
- Philippe Mellot, Michel Denni, Laurent Turpin et Isabelle Morzadec, Trésors de la bande dessinée : BDM 2023-2024 - Catalogue encyclopédique et Argus, Paris, Les Arènes, novembre 2022, 23e éd., 1677 p., ill. ; 23 cm (ISBN 9791037507280, OCLC 1351462460, présentation en ligne), p. 1440. .